# 가나가와현 제12구
가나가와현 제12구(일본어: 神奈川県第12区)는 일본의 중의원 선거구이다. 1994년 일본 공직선거법 개정으로 신설되었다.

## 지역
- 후지사와시
- 고자군

사무카와 정은 후지사와 시보다 지가사키 시, 에비나 시와의 관계가 강하지만 선거구 인구를 조정할 형편에서 이러한 구역을 형성하고 있다.